# Xã Cypress, Quận Faulkner, Arkansas
Xã Cypress (tiếng Anh: Cypress Township) là một xã thuộc quận Faulkner, tiểu bang Arkansas, Hoa Kỳ. Năm 2010, dân số của xã này là 5.480 người.